# Asbecesta beirnaerti
Asbecesta beirnaerti es un coleóptero de la familia Chrysomelidae. Fue descrita científicamente por primera vez en 1938 por Laboissiere.